# Sergio Vigil

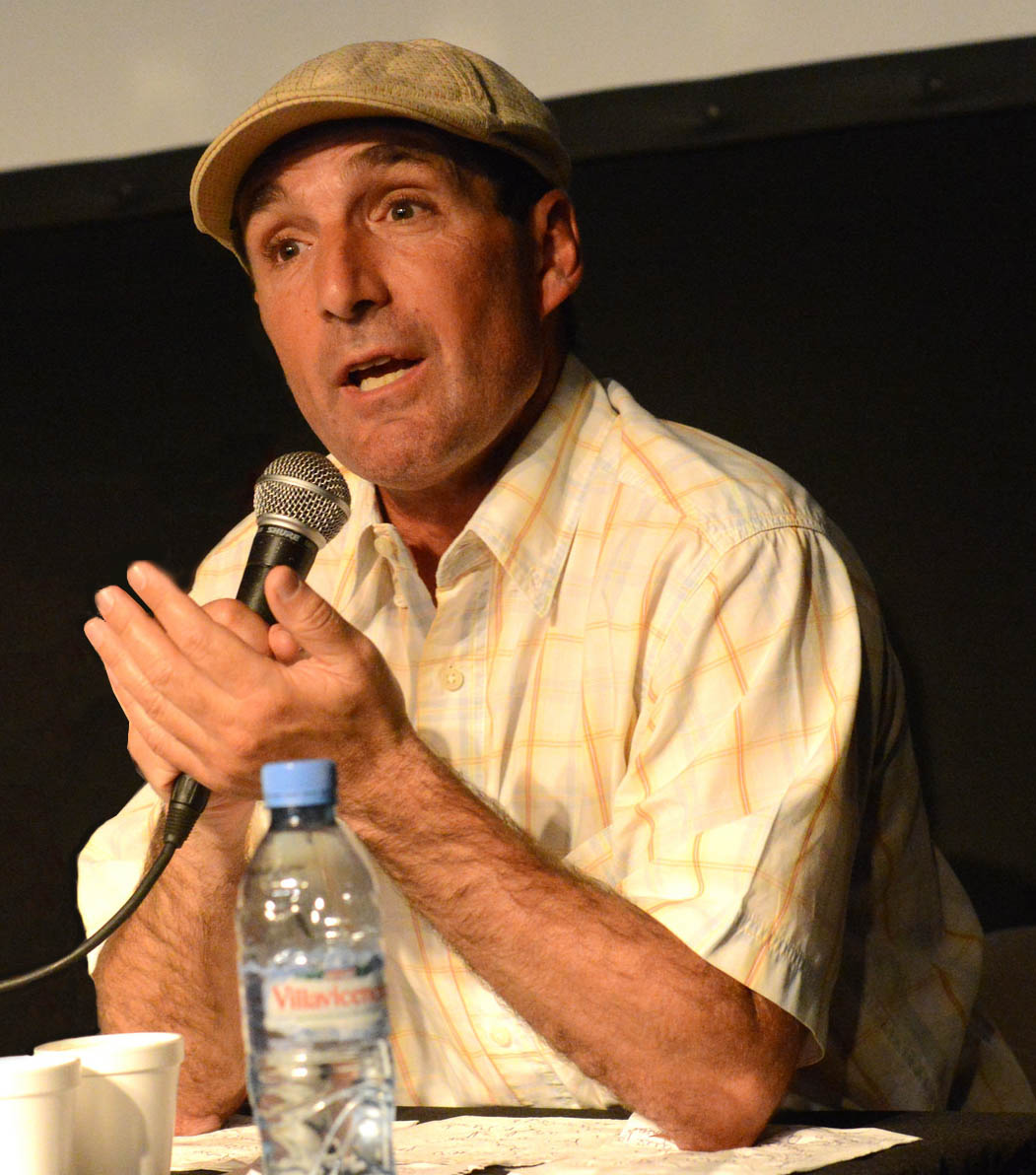
Sergio Vigil en 2014

Sergio Vigil (Buenos Aires, Argentina, 11 de agosto de 1965), conocido como "Cachito",  es un exjugador argentino de hockey sobre césped del seleccionado masculino y del Club Ciudad de Buenos Aires (Muni). También dirigió los seleccionados de Hockey femenino y masculino de Argentina. Actualmente, dirige a la Selección femenina de Chile.

## Carrera
Sergio comenzó a jugar al hockey en 1974, cuando tenía apenas 9 años. Como a su padre le agradaba ese deporte lo inscribió en el Club Ciudad de Buenos Aires unos años después. A los 18 años debutó en primera. Como jugador consiguió 7 títulos con su club. También en el año 1983 comenzó a tener con apenas 18 años sus primeras experiencias a cargo de un equipo de hockey, entrenaba un equipo femenino conformado por mujeres entre 18 y 35 años.  A los 19 años en 1984 jugó su primer panamericano en Orlando y ganó la medalla dorada. En una de sus hazañas como deportista "Cachito" en 4 de octubre de 1986 formó parte del histórico equipo de "Los Leones", en aquel entonces Seleccionado Hombres, que derrotó 3-1 a Pakistán, en aquel entonces campeón olímpico y logró revolucionar el Hockey argentino desde entonces. En agosto de 1995 jugó su primer mundial obteniendo la séptima colocación en Vancouver.
En 1997, fue nombrado entrenador de Las Leonas, por Luis Jorge Ciancia en aquel entonces coordinador de los seleccionados de hockey argentino. En ese año el director técnico se encontraba dirigiendo el Club Ciudad de Buenos Aires. Tras su desvinculación de Ciudad, comenzó a dirigir a las Leonas, que eran conocidas en el año 1996 como el seleccionado Damas. Bajo su mandato, el conjunto nacional femenino empezó a ser conocido por su entrega y sacrificio para con los rivales, fue así como a partir del año 1998 se la comenzó a denominar como "Las Leonas". Algunos logros que se le atribuyen a "Cachito" a cargo del equipo son: la medalla de oro en los Juegos Panamericanos de Winnipeg 1999, torneo donde se empezó a destacar la presencia de Luciana Aymar, el Champions Trophy de 2001 y el primer Campeonato del Mundo en 2002, además obtuvieron la medalla de plata en los Juegos Olímpicos de Sídney 2000 y en el Champions Trophy de 2002 y la medalla de bronce en los Juegos Olímpicos de Atenas 2004 y en el Champions Trophy de 2004.
Después de los Juegos Olímpicos de Atenas 2004, dejó su cargo en el seleccionado nacional femenino para convertirse en entrenador del seleccionado masculino, sustituyendo a Jorge Ruíz. 
Luego de que el seleccionado masculino de hockey perdiera en la final del preolímpico con la selección de Nueva Zelanda, quedando afuera de Pekín 2008, en febrero de 2008 renunció a su cargo de entrenador nacional. 
En 2010, obtuvo el Premio Konex - Diploma al Mérito. Desde finales de 2015 se encuentra dirigiendo a la Selección femenina de hockey sobre césped de Chile. El domingo 9 de julio de 2017 en un hecho histórico y muy relevante el director técnico enfrentó por primera vez a "Las Leonas" dirigiendo otro seleccionado "Las Diablas", en un encuentro muy emotivo Argentina derrotó a Chile por 2-0. El pasado 10 de octubre de 2017, salió a la venta su libro "Un Viaje al Interior" publicado por la editorial "Hojas del Sur". Cuyo libro previamente había sido comercializado en Chile. Recientemente se lo vínculo al Hockey del Club Atlético River Plate, donde es reconocido por su labor, este acercamiento se debió a los conflictos con la federación chilena que no pasaron a mayores, además se lo vio en distintos medios y conferencias de prensa donde brindó charlas sobre su pasado a cargo del Hockey Nacional.